# Acmaeodera decipiens
Acmaeodera decipiens är en skalbaggsart som beskrevs av Leconte 1866. Acmaeodera decipiens ingår i släktet Acmaeodera och familjen praktbaggar. Inga underarter finns listade i Catalogue of Life.